# Camellia irrawadiensis
Camellia irrawadiensis là một loài thực vật có hoa trong họ Theaceae. Loài này được (Hu) P.K.Barua mô tả khoa học đầu tiên năm 1956.

## Hình ảnh

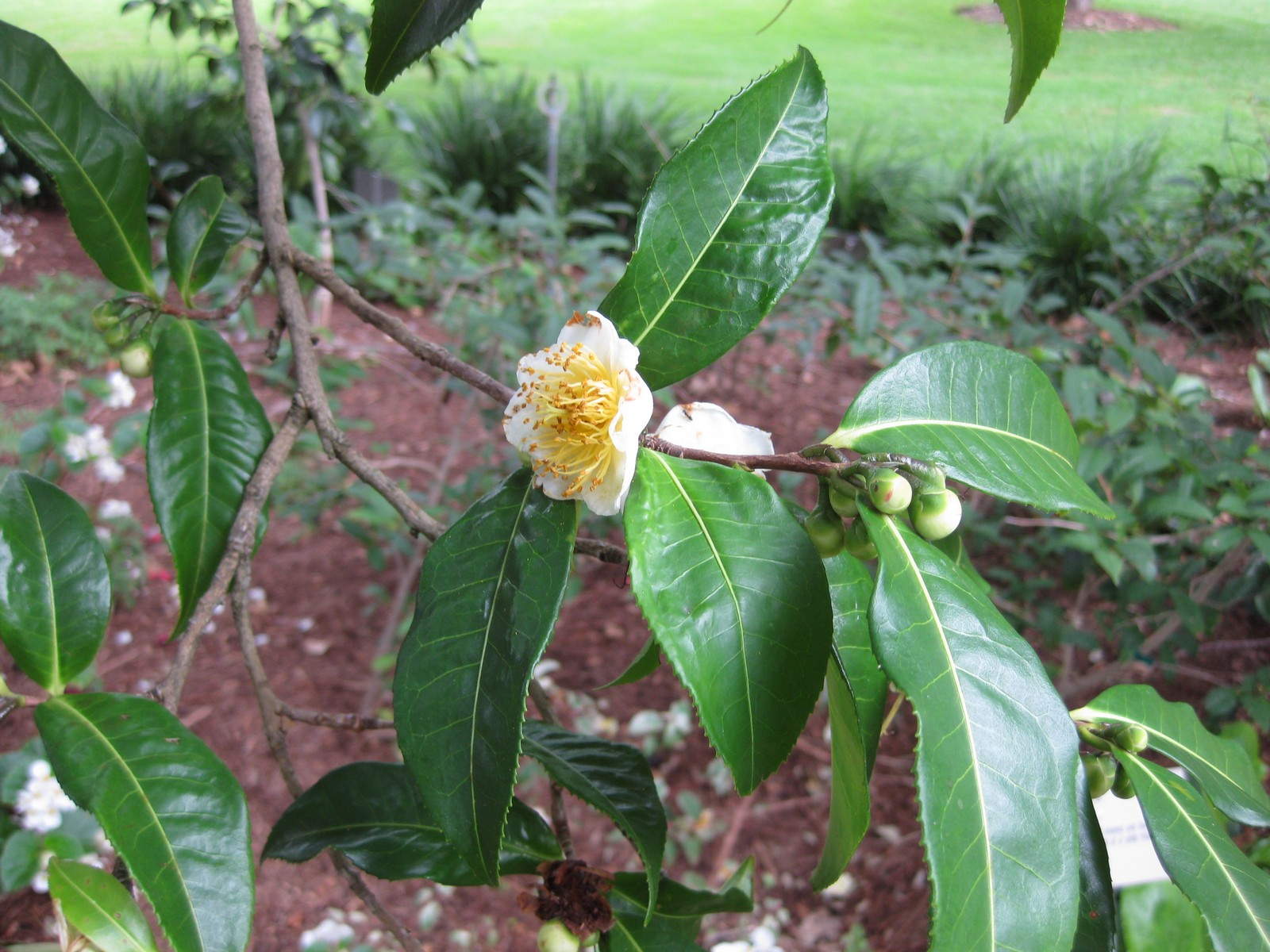
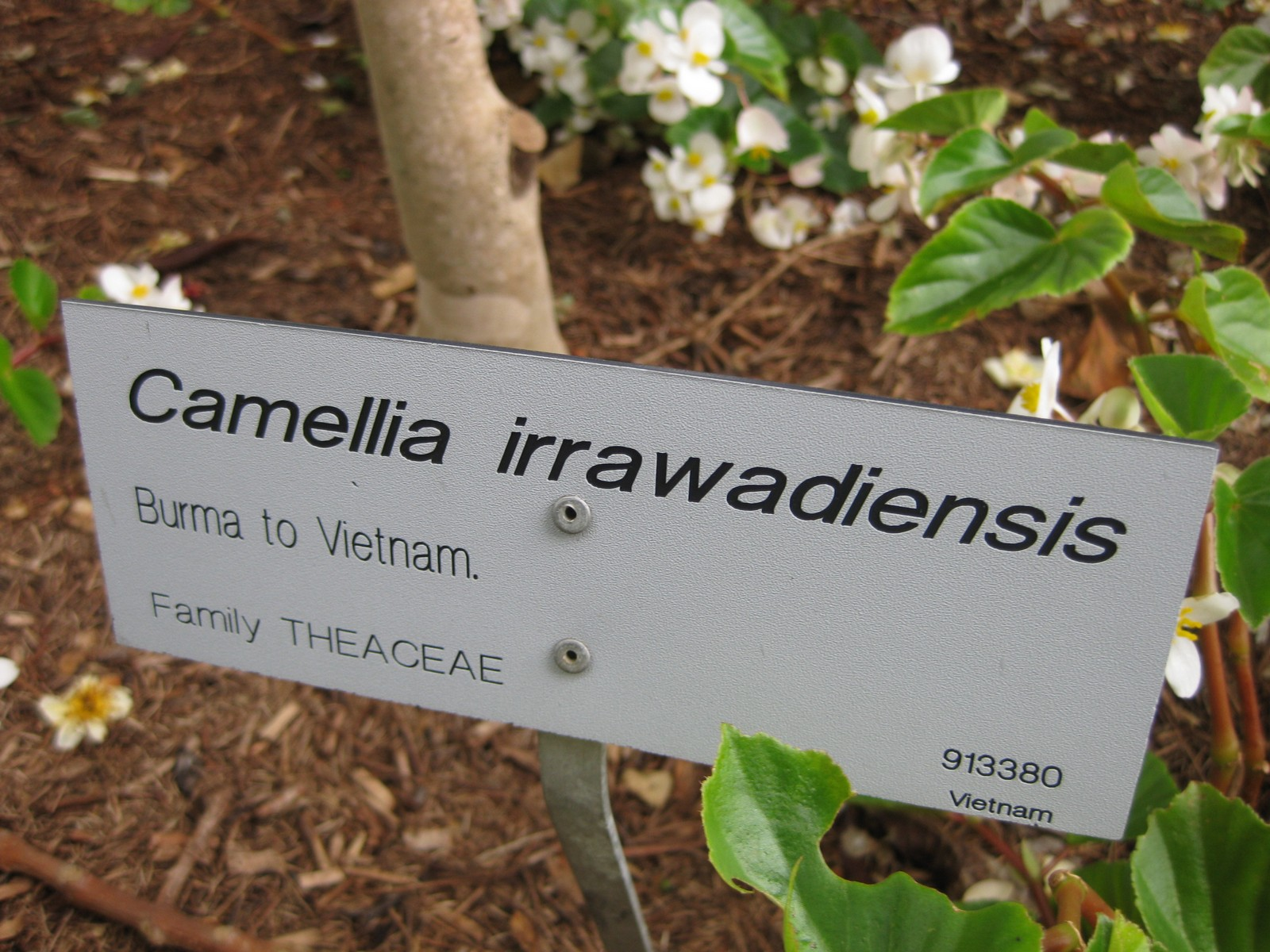